# Darryl Sittler

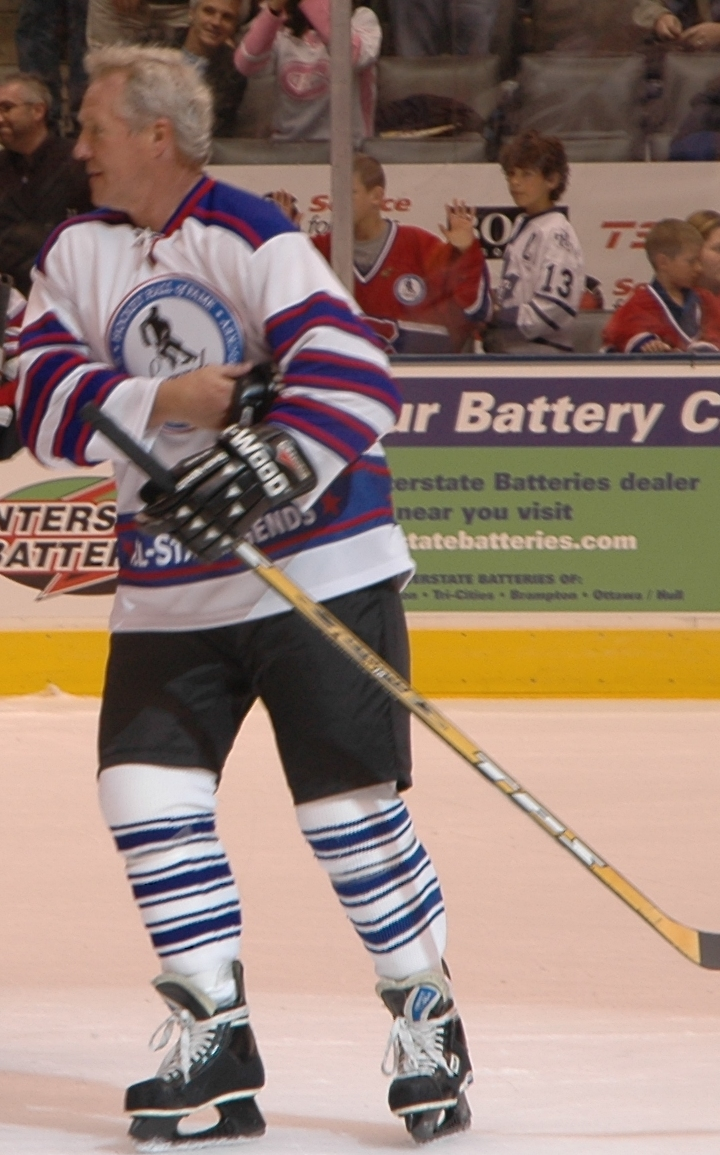
Sittler in 2008

Darryl Sittler (Kitchener/Ontario, 18 september 1950) is een ijshockeyspeler uit de NHL die inmiddels zijn carrière heeft beëindigd. Hij speelde in de NHL van 1970 tot 1985. Op 7 februari 1976 zette Sittler een record dat nu nog steeds staat, hij scoorde 6 goals en 4 assists in één wedstrijd.

## Loopbaan
Sittler begon zijn carrière bij London in de OHL, in 1970 ging hij naar de Toronto Maple Leafs waar hij tot 1982 bleef.
Na onenigheid met de club vertrok hij naar de Philadelphia Flyers waar hij nog 3 jaar speelde voor hij zijn carrière afsloot bij de Detroit Red Wings.
In 1989 werd Sittler geïntroduceerd in de Hockey Hall of Fame.
In 1991 kwam hij terug bij de Leafs als adviseur van de general manager.

## Statistieken
| Seizoen   | Club                | Land                      | Competitie | Wed. | G  | A  | Bijzonderheden |
| --------- | ------------------- | ------------------------- | ---------- | ---- | -- | -- | -------------- |
| 1967-68   | London Nationals    | Vlag van Canada           | OHL        | 54   | 22 | 41 |                |
| 1968-69   | London Knights      | Vlag van Canada           | OHL        | 53   | 34 | 65 |                |
| 1969-70   | London Knights      | Vlag van Canada           | OHL        | 54   | 42 | 48 |                |
| 1970-71   | Toronto Maple Leafs | Vlag van Canada           | NHL        | 49   | 10 | 8  |                |
| 1971-72   | Toronto Maple Leafs | Vlag van Canada           | NHL        | 74   | 15 | 17 |                |
| 1972-73   | Toronto Maple Leafs | Vlag van Canada           | NHL        | 78   | 29 | 48 |                |
| 1973-74   | Toronto Maple Leafs | Vlag van Canada           | NHL        | 78   | 38 | 46 |                |
| 1974-75   | Toronto Maple Leafs | Vlag van Canada           | NHL        | 72   | 36 | 44 |                |
| 1975-76   | Toronto Maple Leafs | Vlag van Canada           | NHL        | 79   | 41 | 59 |                |
| 1976-77   | Toronto Maple Leafs | Vlag van Canada           | NHL        | 73   | 38 | 52 |                |
| 1977-78   | Toronto Maple Leafs | Vlag van Canada           | NHL        | 80   | 45 | 72 |                |
| 1978-79   | Toronto Maple Leafs | Vlag van Canada           | NHL        | 70   | 36 | 51 |                |
| 1979-1980 | Toronto Maple Leafs | Vlag van Canada           | NHL        | 73   | 40 | 57 |                |
| 1980-81   | Toronto Maple Leafs | Vlag van Canada           | NHL        | 80   | 43 | 53 |                |
| 1981-82   | Toronto Maple Leafs | Vlag van Canada           | NHL        | 38   | 18 | 20 |                |
| 1981-82   | Philadelphia Flyers | Vlag van Verenigde Staten | NHL        | 35   | 14 | 18 |                |
| 1982-83   | Philadelphia Flyers | Vlag van Verenigde Staten | NHL        | 80   | 43 | 40 |                |
| 1983-84   | Philadelphia Flyers | Vlag van Verenigde Staten | NHL        | 76   | 27 | 36 |                |
| 1984-85   | Detroit Red Wings   | Vlag van Verenigde Staten | NHL        | 61   | 11 | 16 |                |

- International Standard Name Identifier: 0000 0000 7477 6080
- Nederlandse Thesaurus van Auteursnamen: 327266317
- Virtual International Authority File: 104026470
- WorldCat: E39PBJr7TwKV3f36bjYqcwVQv3